# Wanda Augusta Czartoryska
Wanda Augusta z Radziwiłłów Czartoryska, właściwie Augusta Wilhelmina Luiza Wanda (ur. 29 stycznia 1813 w Berlinie, zm. 16 września 1845 w Ischl) – polska arystokratka, z domu księżniczka Radziwiłłówna herbu Trąby z tak zwanej pruskiej linii rodu, po mężu księżna Czartoryska.   

## Życiorys
Była córką księżniczki pruskiej Ludwiki Hohenzollern (1770-1836) i Antoniego Henryka Radziwiłła (1775-1833), ordynata na Nieświeżu i Przygodzicach, namiestnika Wielkiego Księstwa Poznańskiego. Jej dziadkami byli:  
- ze strony ojca: podkanclerzanka litewska Helena z Przeździeckich (1753-1821) i książę Michał Hieronim Radziwiłł (1744-1831), wojewoda wileński, właściciel Nieborowa;
- ze strony matki: Luiza Hohenzollern (1738-1820), córka margrabiego Brandenburgii-Schwedt i książę pruski August Ferdynand Hohenzollern (1730-1813), bratanek króla Fryderyka II Wielkiego[2].

Braćmi Wandy byli książęta Wilhelm (właściwie Fryderyk Wilhelm), Bogusław Fryderyk, Ferdynand i Władysław. Jej siostrą była Elżbieta (Eliza), wielka miłość pruskiego księcia Wilhelma Hohenzollerna, późniejszego króla Prus i cesarza niemieckiego. Wanda wychowana została w wierze protestanckiej, zgodnie z tradycją w rodzinach religijnie mieszanych, gdzie synowie przyjmowali wiarę ojca, córki wiarę matki.  Języka polskiego zaczęła się uczyć dopiero po ślubie, jej nauczycielem był Hipolit Cegielski. 
12 grudnia 1832 Wanda poślubiła księcia Adama Konstantego Czartoryskiego (1804-1880), syna swej ciotki Anieli z Radziwiłłów i księcia Konstantego Adama Czartoryskiego. Po śmierci swej matki odziedziczyła zamek w Ruhbergu (Ciszycy), kupiony przez Radziwiłłów w 1833.  Małżonkowie często przebywali także w Berlinie i w Dreźnie.
Wanda zmarła na gruźlicę 6 września 1845 w Ischl, skąd jej ciało przewieziono do Antonina i pochowano w krypcie Radziwiłłów. 
Adam Konstanty bardzo przeżył śmierć pierwszej żony, pałac w Rubergu zamienił w muzeum pamiątek po niej. W specjalnych szufladach przechowywał jej ubranie i bieliznę, które miała na sobie w ostatnim dniu życia. Zachował też jej listy, a nawet chusteczki do nosa i święte obrazki.  Portrety Wandy wisiały nie tylko w pokojach jej męża i synów, ale nawet w pokoju drugiej żony Adama Konstantego, Elżbiety z Działyńskich.  Po śmierci ojca, coraz rzadziej bywający w Ruhbergu młodszy syn Wandy, Adam, postanowił zakopać osobiste rzeczy zmarłej matki, ale w obawie, że ktoś go podpatrzy i myśląc, że są to skarby, wykopie je, zrezygnował z tego zamiaru. Ostatecznie suknie i bieliznę księżnej Wandy za jego zgodą spaliła przyrodnia siostra Adama, Helena Platerowa w czasie swej ostatniej wizyty w Ruhbergu. 
Na prośbę umierającej żony Adam Konstanty opiekę nad osieroconymi dziećmi powierzył jej niemieckiej przyjaciółce, pisarce Tekli von Gumpert. Generałowa Jadwiga z Działyńskich Zamoyska wspominała, że niedługo przed śmiercią Wanda spotkała jej siostrę Elżbietę Działyńską i wybrała ją dla zalet charakteru na swoją następczynię. Poprosiła więc męża, by Działyńską poślubił, co też wdowiec uczynił 16 czerwca 1848.

## Potomstwo
Z małżeństwa Wandy i Adama Konstantego Czartoryskich przyszło na świat pięcioro dzieci: 
- Aniela Ludwika (1837-1869),
- Roman Adam August (1839-1887),
- Adam Antoni Bogusław (1845-1912),

oraz zmarli w dzieciństwie Konstanty i Olgierd.  
Żadne z nich nie doczekało się potomstwa.